# 엘리슨 레이 로젠펠드

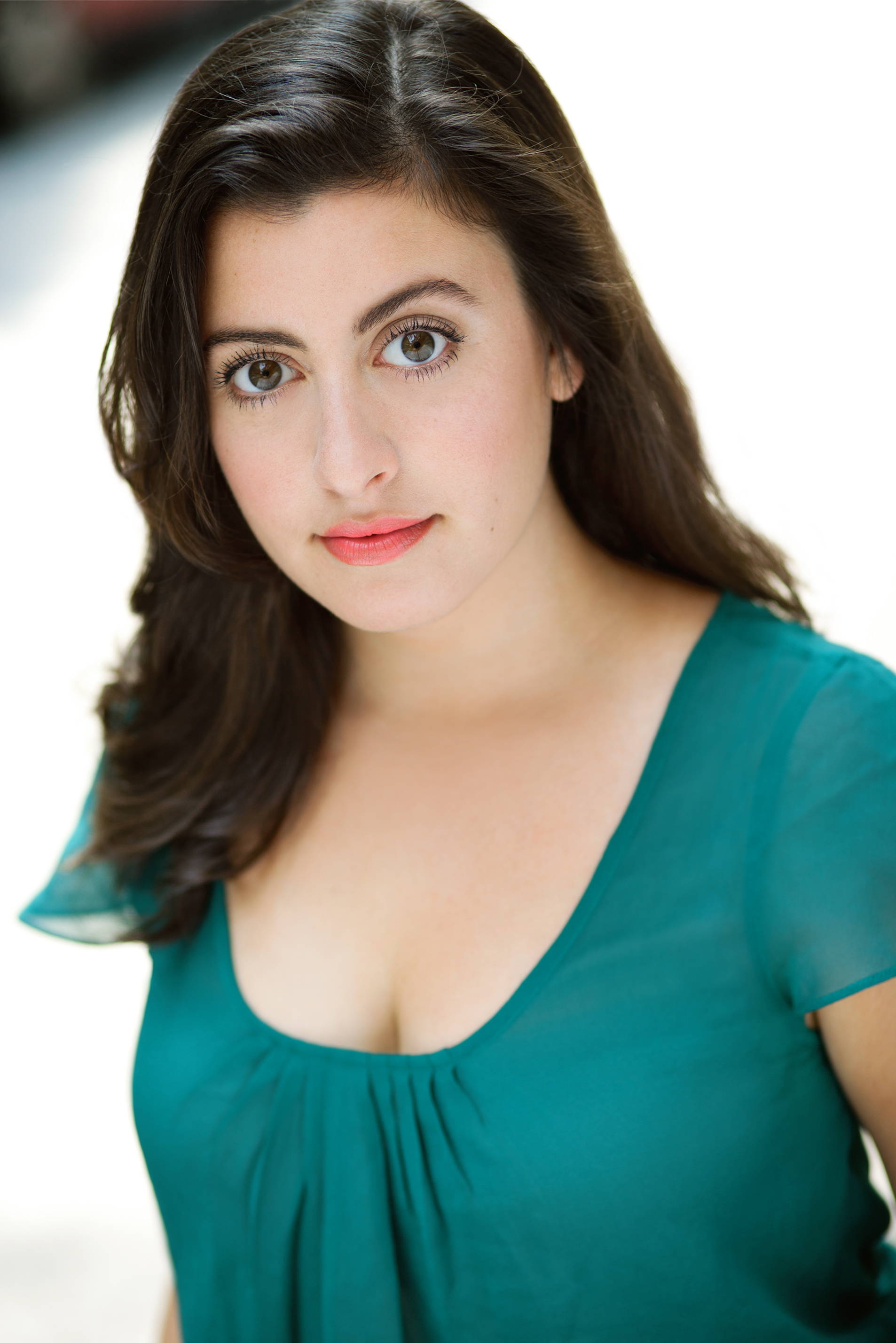

엘리슨 레이 로젠펠드(Alyson Leigh Rosenfeld, 1987년 3월 21일 ~ )는 미국의 성우, 배우, 가수, 연극 배우, 텔레비전 배우, 영화배우이다.
뉴욕에서 태어났다.

## 영화
- 매직울프 (2017년) - 시아 목소리 역